# ويلسون مارتينز
ويلسون مارتينز (بالبرتغالية: Wilson Martins‏) هو سياسي برازيلي، ولد في 17 مايو 1953 في البرازيل. حزبياً، نشط في الحزب الاشتراكي البرازيلي. في 1986 Brazilian parliamentary election ‏، انتخب عضو مجلس الشيوخ من البرازيل عن دائرة Mato Grosso do Sul ‏.